# Rotting Christ
I Rotting Christ sono un gruppo musicale black metal formatosi ad Atene (Grecia), nel 1987. Sono conosciuti per aver contribuito notevolmente allo sviluppo del genere, e anche perché sono una delle band greche più famose di questo genere musicale.

## Storia del gruppo

### Gli inizi

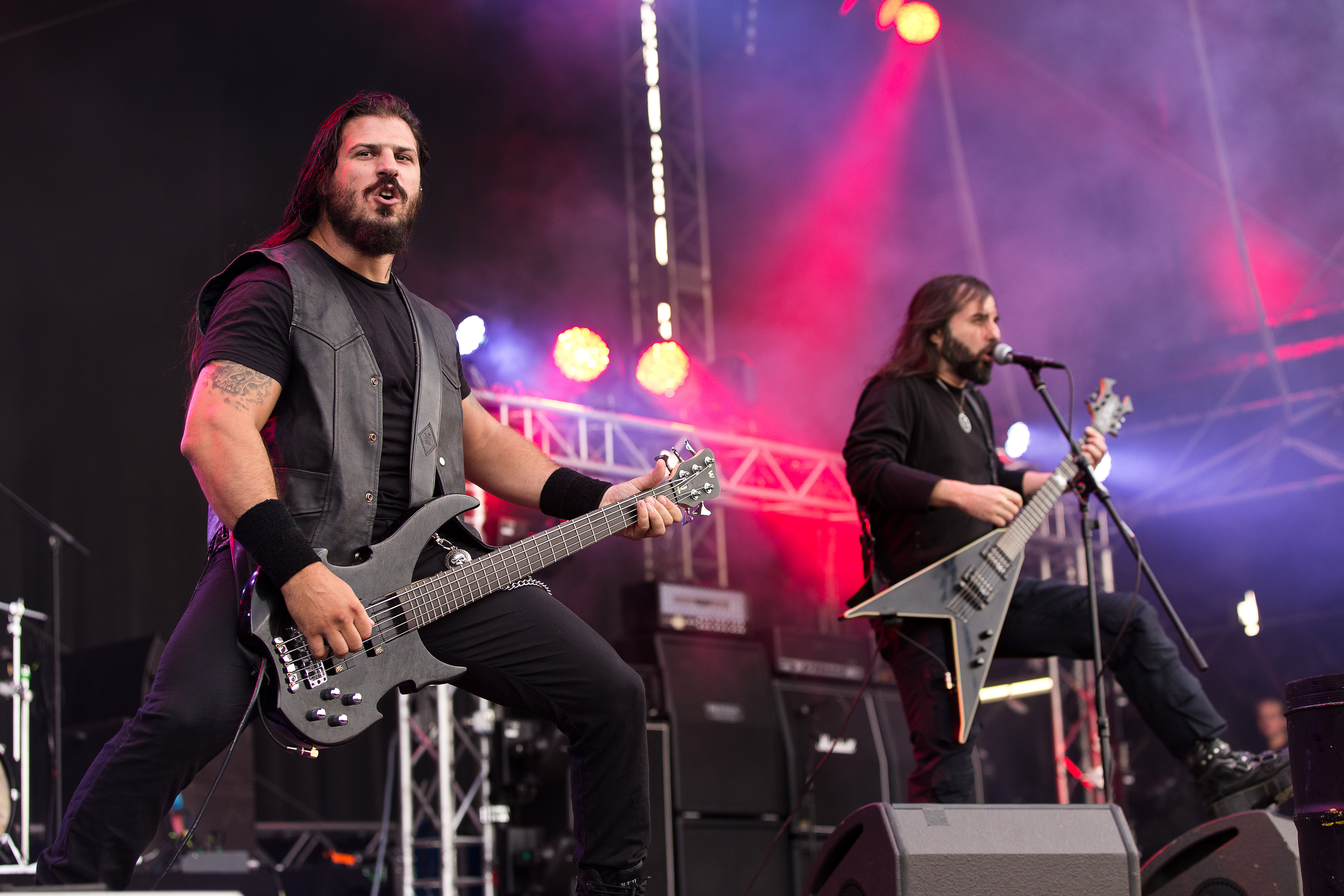
Vagelis Karzis e Sakis Tolis

La band viene fondata nel 1987 dai fratelli Sakis e Themis Tolis, che oltretutto sono gli unici membri sempre presenti. Il genere dei primi demo pubblicati dalla band è il Grindcore, che però presto svanisce per lasciare il posto al Black metal. Molto importante nei successivi lavori la componente gothic metal.

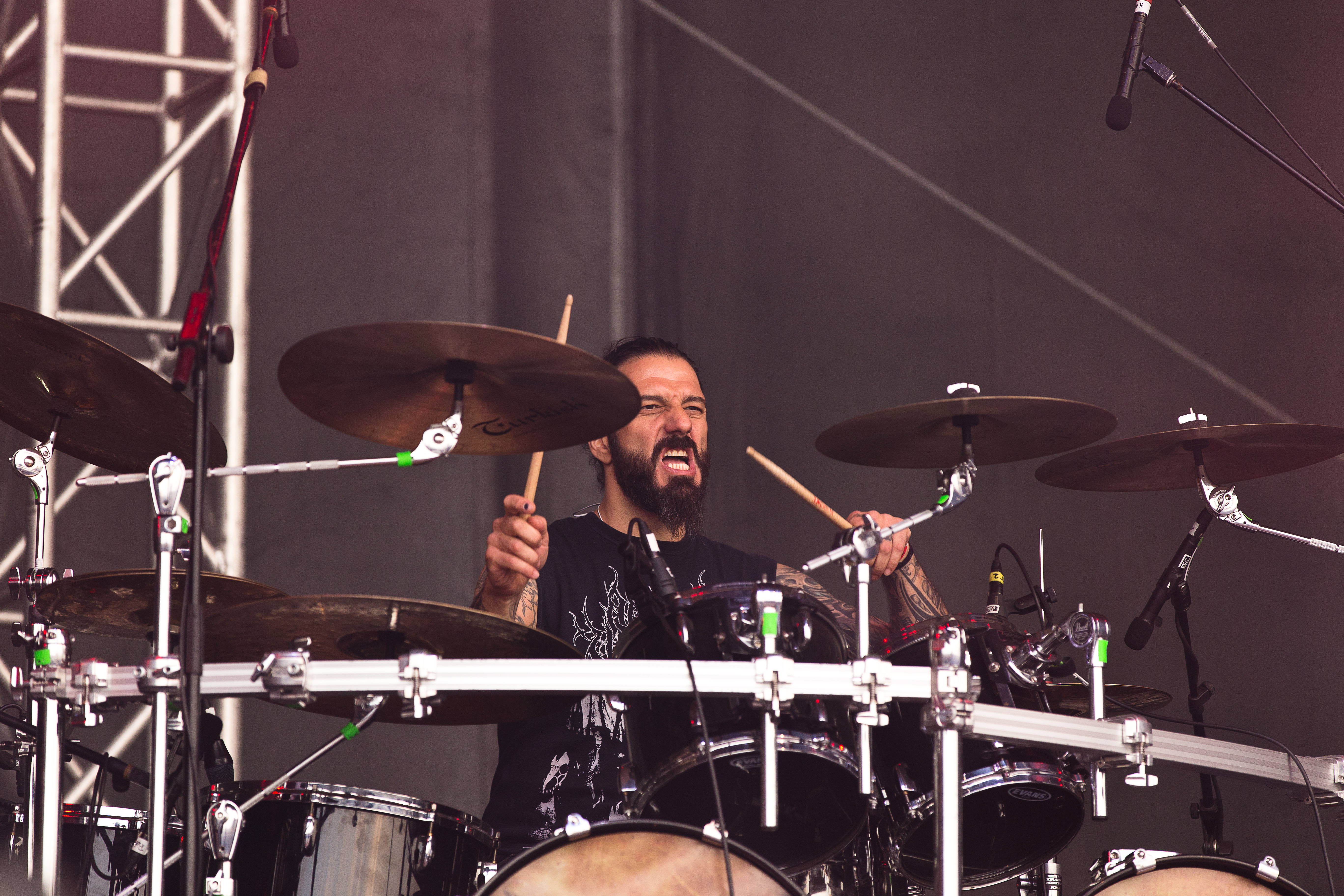
Themis Tolis

Nel 1989 esce il terzo demo della band, Satanas Tedeum, in cui si notano influenze dai principali gruppi Death/Black metal di quegli anni quali Venom e Celtic Frost. Tali elementi si troveranno anche nel successivo EP Passage to Arcturo.

### I primi successi
I Rotting Christ cominciano ad avere una certa popolarità nel 1993, anno nel quale la band partecipa ad un tour molto prestigioso insieme agli Immortal e ai Blasphemy. Le prime uscite ufficiali del periodo infatti, l'EP Passage to Arcturo e l'album di debutto Thy Mighty Contract, sono da considerare dei punti di riferimento assoluti nel panorama del black metal mediterraneo, che si discosta da quello scandinavo per una maggior attenzione verso la melodia e per le atmosfere assai meno fredde di quelle dei colleghi norvegesi. Il successo prosegue con Non Serviam, nel 1994, la cui title track è divenuta uno dei più grandi classici della band, immancabile in ogni performance.
Nel 1996 la band firma per la Century Media Records, casa discografica dedita in particolare a gruppi power metal, death metal, black metal e gothic metal. Gli album pubblicati a partire da quest'anno saranno caratterizzati da una vena gotica sempre più presente nella band, con Triarchy of the Lost Lovers, A Dead Poem e Sleep of the Angels, che vedono gradualmente l'elemento black metal dissiparsi sempre di più. Con i tre dischi successivi invece i Rotting Christ reintroducono il black metal più tipico delle prime fasi, ma ben conscio delle sperimentazioni gothic dei dischi precedenti.

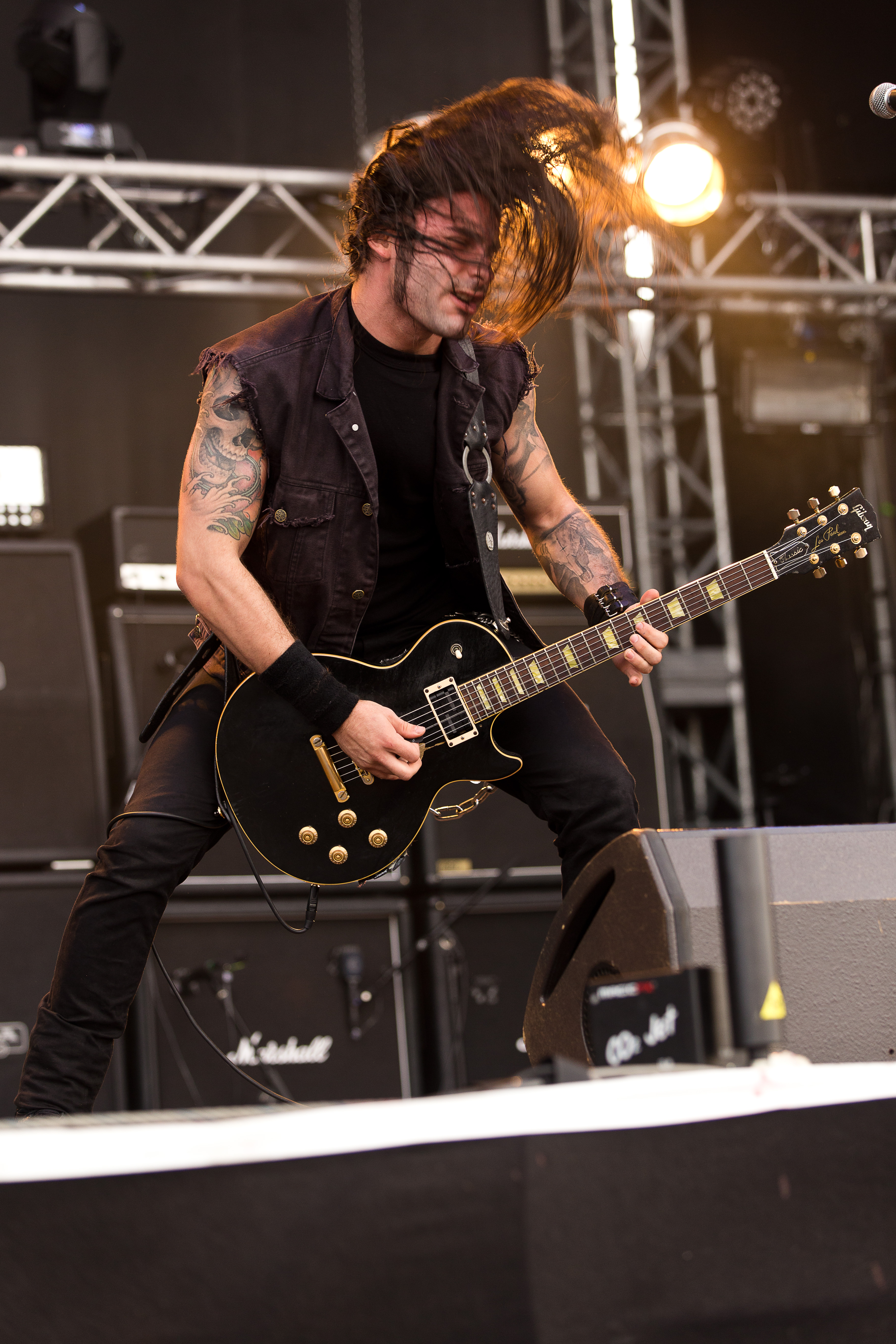
George Emmanuel

Nel 2003 hanno partecipato al Wacken Open Air insieme a altri gruppi quali My Dying Bride, Tristania, Tiamat, Vintersorg, Finntroll, Old Man's Child, Malevolent Creation, Anorexia Nervosa, Vader, Krisiun, Deicide, Behemoth e Nile.

### Eventi recenti

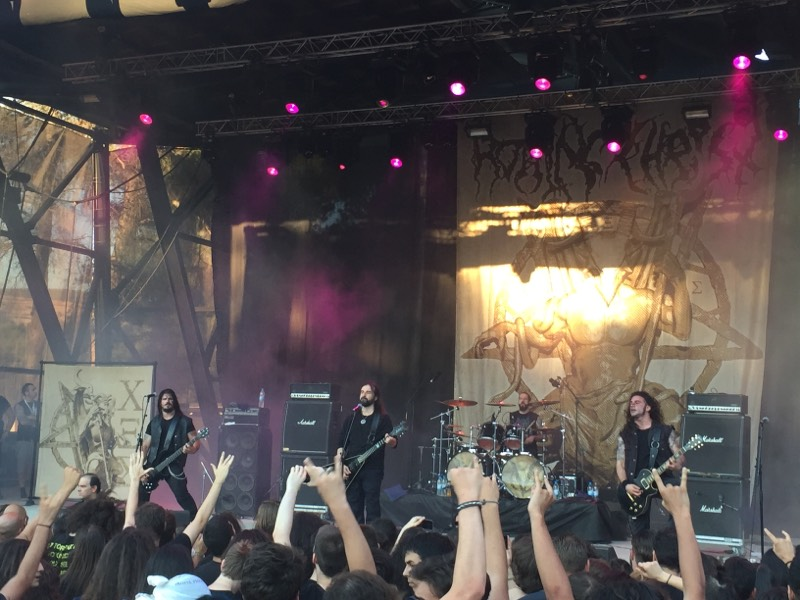
I Rotting Christ al Christ Rock Wave 2015

Nel 2006, dopo dieci anni di partecipazione con la Century sono passati alla Season of Mist. Nel febbraio 2007 è uscito il nono album del quartetto greco intitolato Theogonia, il primo con la nuova etichetta. Rispetto ai dischi precedenti l'album presenta una vena epica mai vista prima nella band greca, e rielabora il black metal degli esordi con influenze death, thrash e gotiche, in un disco particolarmente acclamato da pubblico e critica.
Il 2010 è invece la volta di Aealo, disco in cui l'epicità è spinta al massimo, concept album che tratta dei pensieri di un oplita greco in battaglia che ha a che fare con la sua sete di sangue e gloria. Nonostante non sia considerato valido quanto il precedente Theogonia, anche Aealo ha ottenuto un buon successo e confermava lo stato di grazia della band.
Sempre sul filone di Theogonia è da considerare Κata Τon Daimona Εaytoy, uscito nel 2013 e caratterizzato da atmosfere particolarmente lugubri e cupe, un altro concept album che stavolta tratta del tema della morte attraverso varie mitologie, da quelle centro-americane a quelle est-europee, passando per quelle africane e vicino-orientali.
Il 21 febbraio 2019 i Rotting Christ annunciano l'uscita dalla band del chitarrista George Emmanuel senza però comunicare il suo eventuale sostituto. Sempre a febbraio, nello stesso anno, esce il tredicesimo disco della band, The Heretics.

## Formazione

### Formazione attuale
- Sakis Tolis - chitarra, voce e tastiere (1987-presente)
- Themis Tolis - batteria  (1987-presente)

### Ex componenti
- Vagelis Karzis − basso (2012–2019)
- George Emmanuel − chitarra (2012–2019)
- Kostas Vassilakopoulos - chitarra (1996-2004)
- Giorgos Bokos - chitarra (2005-2012)
- George "Magus Wampyr Daoloth" Zaharopoulos - tastiera e voce addizionale (1992-1994)
- Georgios Tolias - tastiere (1996-2004)
- Panayiotis - tastiera (1997)
- Jim "Mutilator" Patsouris - basso (1989-1996)
- Andreas Lagios - basso (1996-2012)

## Discografia

### Album in studio
- 1993 - Thy Mighty Contract
- 1994 - Non Serviam
- 1996 - Triarchy of the Lost Lovers
- 1997 - A Dead Poem
- 1999 - Sleep of the Angels
- 2000 - Khronos
- 2002 - Genesis
- 2004 - Sanctus Diavolos
- 2007 - Theogonia
- 2010 - Aealo
- 2013 - Κata Τon Daimona Εaytoy (Do What Thou Wilt)
- 2016 - Rituals
- 2019 - The Heretics
- 2024 - Pro Xristou

### Album dal vivo
- 2003 - In Domine Sathana
- 2009 - Non Serviam: A 20 Year Apocryphal Story
- 2015 - Lucifer over Athens

### Raccolte
- 2007 - Thanatiphoro Anthologio
- 2022 - The Apocryphal Spells, Vol.I
- 2022 - The Apocryphal Spells, Vol.II

### EP
- 1989 - The Other Side of Life (split EP con i Sound Pollution)
- 1991 - Passage to Arcturo
- 1991 - Dawn of the Iconoclast
- 1991 - Rotting Christ / Monumentum (split EP con i Monumentum)
- 1993 - Apokathelosis

### Demo
- 1988 - Decline's Return
- 1988 - The Leprosy Of Death (demo non ufficiale)
- 1989 - Satanas Tedeum
- 1992 - Ades Wind